# Корабльов Іполит Іванович
Іполи́т Іва́нович Корабльо́в (1871—1951) — фахівець у галузях бджільництва і шовківництва. Професор (1946).

## З життєпису
Народився 1871 року в селі Городок Смоленської губернії. Батько був безземельним селянином, служив у поміщика управителем за наймом. Учитель порадив батькові відправити Іполита в Сущевське сільськогосподарське училище. 1889 року здобув диплом і гарні знання, вирішив сам навчати інших — пішов на педагогічні курси Духовщинського міського училища. 1890 року надано звання вчителя міських училищ; 11 років був завідувачем Узвозської земської школи садівництва і бджільництва в Сошно Смоленської губернії — викладав бджільництво.
1897 року призначений завідувачем Узвозської військово-кінної ділянки; працював до 1902-го. Навчався в Московському сільськогосподарському інституті вільним слухачем; здобув спеціальність агронома-ентомолога. Зарахований на посаду молодшого інструктора з бджільництва Департаменту землеробства. Направлений на п'ять років до Полтави (1902—1907 роки). У 1902—1907 роках працював у Полтавській, Харківській та Чернігівській губерніях. Вивчав стан бджільництва в центральних губерніях Росії, в Криму, Середній Азії, Бессарабії, на Кавказі.
Інструктор з бджільництва Департаменту землеробства (1902—1917 роки). 1904 року одружився з Хомутовою Марією Степанівною. 1905 року народився син Анатолій, який згодом став викладачем Уманського сільськогосподарського інституту. Дочка Людмила народилася 1907 року, теж стала викладачем декоративного садівництва.
Від 1907 року мешкав в Умані, очолював курси з бджільництва й шовківництва для народних учителів, працівників сільського господарства та інших. Викладав в Училищі садівництва і землеробства (до 1921 року), Агротехнікумі (до 1929); водночас в 1921—1951 роках — у сільськогосподарському інституті. Завідувач кафедри бджільництва та шовківництва (до 1936), декан садового факультету (1922—1925); директор Станції шовківництва (1925—1932); науковий керівник гренажного заводу (1932—1939).
У 1918 на 1-му з'їзді бджолярів України запропонував вулик власної конструкції, який назвали «Український».
Помер 1951 року в місті Умань.
Основні праці
- «Дослідження стану бджолярства», 1903;
- «Довідник бджолярства», 1924; 1929;
- «Бджолярство», 1926; 1934;
- «Про вибір вулика і як самому влаштувати хороший вулик», 1927;
- «Годування бджіл і приготування кормів», 1930;
- «Догляд за бджолами», 1931;
- «Бджільництво», 1958 (співавтор).

## Нагороди
- 1913 — кавалер ордена Святого Станіслава третього ступеня
- 5 квітня 1916-го за вислугу років йому надали чин титулярного радника.